# Fikile Mbalula
Fikile Mbalula, né le 8 avril 1971, est un homme politique sud-africain, membre du congrès national africain (ANC) et ministre des Sports dans le gouvernement de Jacob Zuma de 2010 à 2017 et ministre de la police entre le 31 mars 2017 et le 28 février 2018. Il est ministre des transports du 31 mai 2019 au 6 mars 2023 dans le second gouvernement Ramaphosa. 

## Biographie
Diplômé en Éducation de l'Université de l'État-Libre (1988), il est l'un des principaux leaders étudiants de son pays à la fin des années 1980. En 1998, il devient le Secrétaire général de la Ligue de jeunesse du Congrès national africain, puis son président en 2004. Il accède à la présidence de l'Union internationale de la jeunesse socialiste.
En 2007, il devient membre du Comité exécutif de l'ANC. Doté d'une forte popularité, fervent soutien de Jacob Zuma, il entre au gouvernement en 2009 comme sous-ministre de la Police, puis obtient le portefeuille des Sports et Loisirs en 2010. En mars 2023, après avoir été élu secrétaire général de l'ANC, il quitte le gouvernement lors du remaniement ministériel.